# Collegio di Bicester and Woodstock
Bicester and Woodstock è un collegio elettorale situato nell'Oxfordshire, nel Sud Est dell'Inghilterra, e rappresentato alla Camera dei Comuni del Parlamento del Regno Unito. Elegge un membro del Parlamento con il sistema first-past-the-post, ossia maggioritario a turno unico; l'attuale parlamentare è Calum Miller dei Liberal Democratici, che rappresenta il collegio dal 2024.

## Estensione
Il collegio è costituito dai seguenti ward:
- nel distretto di Cherwell: Bicester East, Bicester North and Caversfield; Bicester South and Ambrosden, Bicester West, Fringford and Heyfords, Kidlington East, Kidlington West e Launton and Otmoor;
- nel distretto di West Oxfordshire: Eynsham and Cassington, Freeland and Hanborough, North Leigh, Stonesfield and Tackley e Woodstock and Bladon.[1]

Il collegio comprende le seguenti aree:
- la città di Bicester che in precedenza si trovavano nel collegio di Banbury;
- il villaggio di Kidlington che proviene dal collegio di Oxford West and Abingdon;
- aree rurali che comprendono la città mercato di Woodstock, che proviene dal collegio di Witney;
- una piccola area rurale proveniente da Henley.[2]

## Membri del parlamento
| Elezione | Elezione | Deputato     | Partito             |
| -------- | -------- | ------------ | ------------------- |
|          | 2024     | Calum Miller | Liberal Democratici |

## Risultati elettorali

### Elezioni negli anni 2020
| Partito                    | Partito                                    | Candidato                  | Risultati 4 luglio 2024 | Risultati 4 luglio 2024 |
| Partito                    | Partito                                    | Candidato                  | Voti                    | %                       |
| -------------------------- | ------------------------------------------ | -------------------------- | ----------------------- | ----------------------- |
|                            | Lib Dem                                    | Calum Miller               | 19 419                  | 38,67                   |
|                            | Conservatore                               | Rupert Harrison            | 14 461                  | 28,80                   |
|                            | Laburista                                  | Veronica Oakeshott         | 8 236                   | 16,40                   |
|                            | Reform UK                                  | Augustine Obodo            | 5 408                   | 10,77                   |
|                            | Verde                                      | Ian Middleton              | 2 404                   | 4,79                    |
|                            | Social Democratico                         | Tim Funnell                | 291                     | 0,58                    |
|                            |                                            |                            |                         |                         |
| Iscritti                   | Iscritti                                   | Iscritti                   | 74 350                  | 100,00                  |
| ↳ Votanti (% su iscritti)  | ↳ Votanti (% su iscritti)                  | ↳ Votanti (% su iscritti)  | 50 219                  | 67,54                   |
| ↳ Astenuti (% su iscritti) | ↳ Astenuti (% su iscritti)                 | ↳ Astenuti (% su iscritti) | 24 131                  | 32,46                   |
|                            |                                            |                            |                         |                         |
|                            | Esito: collegio a Lib Dem (nuovo collegio) |                            |                         |                         |